# Flota Oceanu Spokojnego

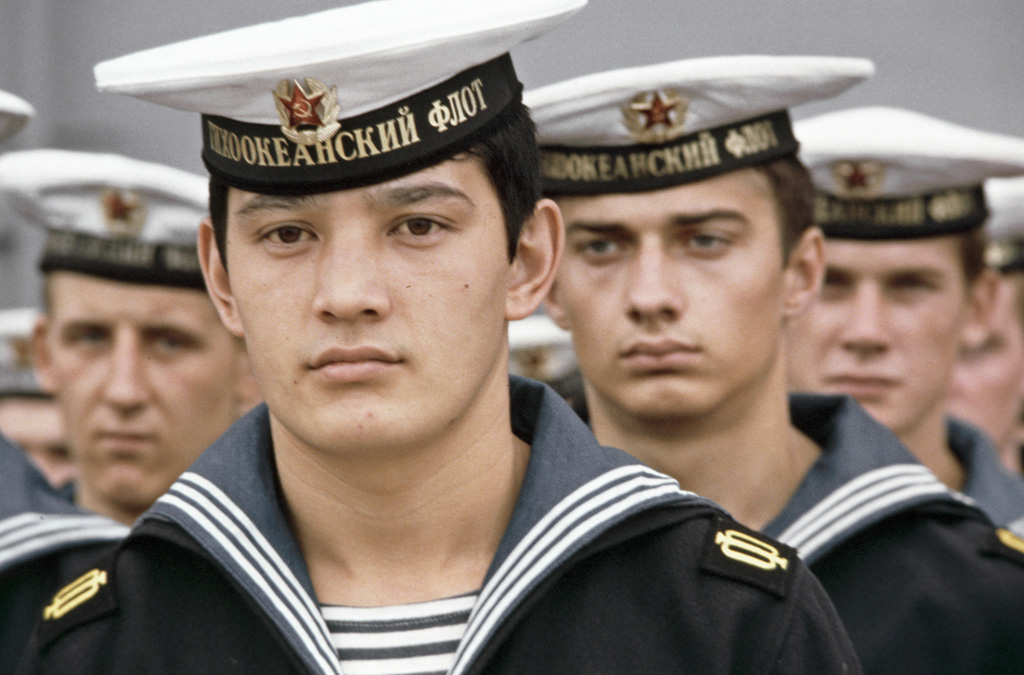
Marynarze Floty Oceanu Spokojnego, 1984

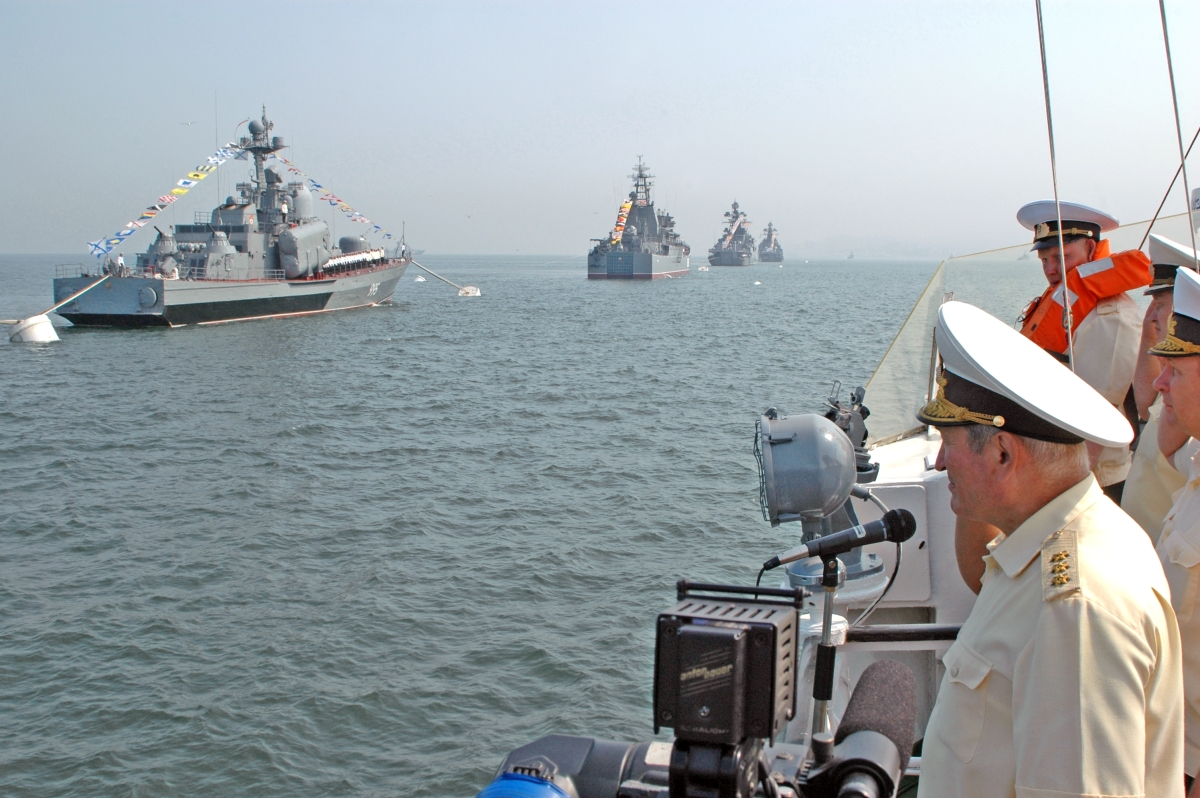
Parada okrętów Floty Oceanu Spokojnego we Władywostoku, 2007

Flota Oceanu Spokojnego (ros. Тихоокеанский флот) – związek operacyjno-strategiczny Marynarki Wojennej ZSRR i MW Federacji Rosyjskiej, z obszarem operacyjnym na terenie Oceanu Spokojnego i Oceanu Indyjskiego. Obok Floty Północnej, jest najsilniejszym związkiem operacyjnym Wojenno-Morskowo Fłota (WMF) Rosji. Dowództwo Floty ma siedzibę we Władywostoku, pozostałymi zaś głównymi bazami są Pietropawłowsk-Kamczacki, Magadan oraz Sowiecka Gawań. Zabezpiecza ochronę interesów Federacji Rosyjskiej na Dalekim Wschodzie, na oceanach Spokojnym i Indyjskim. Wywodzi tradycję z floty Oceanu Spokojnego Imperium Rosyjskiego.

## Historia
W 1731 została utworzona Flotylla Ochocka (pierwszy dowódca G. G. Skorniakow-Pisajew) w celu pełnienia służby dozorowej i ochrony akwenów połowowych. W 1799 do Ochocka były skierowane 3 fregaty i 3 małe okręty dozorowe, w celu sformowania działającej na stałe Flotylli. W 1831 bazą Flotylli został Pietropawłowsk-Kamczacki. Okręty Flotylli wyróżniły się w czasie morskiej obrony Pietropawłowska w 1854. Od 1855 główną baza Flotylli był Nikołajewsk na Amurze. Od 1856 Flotylla została przemianowana na Flotyllę Syberyjską. W 1871 bazą został Władywostok. Do końca XIX wieku Flotylla nie miała dużej liczby okrętów. W związku z zaostrzeniem stosunków rosyjsko-japońskich w 1898 Rosja przyjęła specjalny program budowy okrętów tzw. Program dla potrzeb Dalekiego Wschodu. Program był jednak realizowany bardzo opornie. W związku z czym na Daleki Wschód postanowiono przebazować część okrętów z Floty Bałtyckiej. Do rozpoczęcia wojny rosyjsko-japońskiej w 1904 roku flota na Dalekim Wschodzie składała się z Eskadry Oceanu Spokojnego Floty Bałtyckiej (7 pancerników, 8 krążowników, 13 niszczycieli i 2 kanonierki) i Flotylli Syberyjskiej (2 małe krążowniki, 2 kanonierki torpedowe, 12 niszczycieli i 5 kanonierek). Główne siły Eskadry i Flotylli Syberyjskiej bazowały w Port Arthur, zespół krążowników Eskadry (4 krążowniki i 10 torpedowców) we  Władywostoku, a pojedyncze okręty reprezentowały interesy rosyjskie stacjonując w innych portach. Po wybuchu wojny rosyjsko-japońskiej okręty na obszarze Oceanu Spokojnego utworzyły tzw. flotę Oceanu Spokojnego, której pierwszym dowódcą został wiceadmirał Stiepan Makarow. 30 kwietnia (17 kwietnia starego stylu) 1904 roku flota na Oceanie Spokojnym została przemianowana na 1 Eskadrę Floty Oceanu Spokojnego. Jednocześnie z Floty Bałtyckiej sformowano 2 Eskadrę Floty Oceanu Spokojnego, wysłaną w rejs na Daleki Wschód 2 października 1904 roku. W czasie wojny rosyjsko-japońskiej marynarze oddziałów Oceanu Spokojnego pokazali w walkach bohaterstwo, jednak większość sił morskich Oceanu Spokojnego została zatopiona. Okręty 1 Eskadry, poza bazującymi we Władywostoku i kilkoma jednostkami, które przedarły się do portów neutralnych, zostały ostatecznie zatopione lub zdobyte przez Japonię po upadku Port Arthur. Okręty 2 Eskadry, do której 26 kwietnia 1905 roku została włączona jeszcze 3 Eskadra, zostały w większości zatopione lub zdobyte podczas bitwy pod Cuszimą. W czasie rewolucji na Dalekim Wschodzie 1905-1907 marynarze przyłączyli się do rewolucji, uczestnicząc w walkach zbrojnych we Władywostoku w okresie od stycznia 1906 do października 1907. Marynarze Oceanu Spokojnego w walkach I wojny światowej nie brali większego udziału.
W czasie rewolucji 1917 marynarze Flotylli Syberyjskiej i Amurskiej walczyli po stronie czerwonych.
W czasie wojny domowej w Rosji na Dalekim Wschodzie oddziały Marynarki Wojennej były przejęte przez wojska Białych i Japończyków. Po zakończeniu wojny domowej w 1922 były utworzone Siły Morskie Dalekiego Wschodu (pierwszy dowódca I. K. Kożanow) w składzie Oddziału Władywostockiego i Flotylli Amurskiej. W 1925 Oddział Władywostocki został podporządkowany operacyjnie Wojskom Ochrony Pogranicza na Dalekim Wschodzie. Flotylla Amurska została samodzielnym związkiem taktycznym. W związku z agresją Japonii w 1931 w Mandżurii podjęto decyzję o utworzeniu Morskich Sił Dalekiego Wschodu. Zostały one utworzone 13 kwietnia 1932. W tym samym roku rząd ZSRR zadecydował o utworzeniu Floty Oceanu Spokojnego. Te z kolei były przemianowane w dniu 11 stycznia 1935 we Flotę Oceanu Spokojnego (dowódca flagman floty 1 rangi – odpowiednik admirała trzygwiazdkowego – M. W. Wiktorow). Zwiększono liczebność okrętów. W początkowym okresie tworzenia spotykano wielkie trudności. Pierwsze jednostki formowano z małych okrętów, przewożonych z innych flot transportem kolejowym. W 1932 roku w skład Floty wszedł dywizjon kutrów torpedowych i osiem okrętów podwodnych. W 1934 Flota otrzymała 26 małych okrętów podwodnych, była utworzone lotnictwo morskie i oddziały obrony wybrzeża. Skład Floty wzmocniono okrętami z Floty Bałtyckiej i Floty Czarnomorskiej. Były zbudowane stocznie Marynarki Wojennej. W 1937 została otwarta Oficerska Szkoła Floty Oceanu Spokojnego.

## II wojna światowa
W 1939 w składzie Floty Oceanu Spokojnego została utworzona Północna Flotylla Oceanu Spokojnego. W skład Floty wchodziło: dwie Brygady Okrętów Nawodnych, cztery Brygady Okrętów Podwodnych, Brygada Kutrów Torpedowych, kilka dywizjonów okrętów i kutrów, jednostki lotnictwa morskiego, jednostki obrony wybrzeża, jednostki piechoty morskiej. W początkowym okresie Flota była w okresie gotowości bojowej do odparcia ataków floty japońskiej, sprzymierzeńca hitlerowskich Niemiec. Zabezpieczała drogi komunikacji morskiej na Dalekim Wschodzie. Część stanu osobowego marynarzy była przekazana do działających Frontów Ogólnowojskowych wojsk lądowych. 147 tys. marynarzy walczyło pod Moskwą, w obronie Leningradu, Sewastopola, Stalingradu i Rejonów Zapolarnych w składach Morskich Brygad Piechoty. Ze składu Floty było przekazane do Floty Północnej: 1 niszczyciel prowadzący, 2 niszczyciele, 5 okrętów podwodnych.
Do czasu rozpoczęcia wojny z Japonią w sierpniu 1945 Flota Oceanu Spokojnego liczyła: 2 krążowniki, 1 niszczyciel prowadzący, 12 niszczycieli, 2 okręty minowania, 19 okrętów ochrony, 78 okrętów podwodnych, 10 stawiaczy min, 52 trałowce, 49 kutrów niszczycieli okrętów podwodnych, 204 kutry torpedowe, 1549 samolotów. Posiadała związki taktyczne i jednostki piechoty morskiej, obrony wybrzeża, lotnicze i inne. W czasie operacji mandżurskiej 1945 siły Floty walczyły w Korei Północnej. 12–16 sierpnia siły Floty opanowały porty Yuki, Rasŏn i Ch’ŏngjin. Lotnictwo Floty wysadziło desanty powietrzne w Lüshun i Dalian. Okręty Floty brały udział w operacji południowo-sachalińskiej i operacji desantowej na Kurylach w 1945. W czasie wojny sowiecko-japońskiej 1945 Flota Oceanu Spokojnego współdziałała z wojskami 1 Frontem Dalekowschodnim i 2 Frontem Dalekowschodnim, wysadzała morskie i powietrzne desanty, zabezpieczała morskie komunikacje.
Za walki w 1945 ponad 30 tysięcy marynarzy i oficerów zostało nagrodzonych orderami i medalami. 50 marynarzy otrzymało tytuł Bohatera Związku Radzieckiego, 19 okrętów i jednostek otrzymało miano gwardyjskich, 16 było nagrodzonych orderem Czerwonego Sztandaru.

## Po II wojnie światowej
W styczniu 1947 Flota Oceanu Spokojnego została podzielona na 5 Flotę – dowódca wiceadm. A. S. Frołow (baza główna – Władywostok) i 7 Flotę – dowódca admirał I. I. Bajkow (baza główna – Sowieckaja Gawań), a w kwietniu 1953 obydwie Floty znów połączono we Flotę Oceanu Spokojnego – dowódca admirał J.A. Pantaliejew. W latach pięćdziesiątych i sześćdziesiątych we Flocie zostały przeprowadzone duże zmiany. Flota została uzbrojona w nowe okręty rakietowe, atomowe okręty podwodne, najnowsze uzbrojenie i technikę bojową, rakietowe i przeciwokrętowe lotnictwo morskie. Okręty Floty zaczęły wychodzić na patrole dalekomorskie. 7 maja 1965 Flota, za zasługi bojowe w Wielkiej Wojnie Ojczyźnianej była wyróżniona orderem Czerwonego Sztandaru.
W 1981 większość dowództwa Floty Oceanu Spokojnego zginęła w katastrofie lotniczej.
Flota Oceanu Spokojnego realizuje zadania w obszarze od Madagaskaru do wybrzeży Kalifornii. W 1991 posiadała 41 okrętów nawodnych klas zasadniczych i 24  okręty podwodne z rakietami balistycznymi. Siły i środki FOS wydzielano do realizacji zadań w ramach 10 eskadry operacyjnej Oceanu Spokojnego oraz 8 eskadry operacyjnej Oceanu Indyjskiego. Zadaniem Flotylli Przymorskiej było gwarantowanie bezpieczeństwa rosyjskim interesom polityczno-gospodarczym w regionie Azji Południowo-Wschodniej oraz Pacyfiku, a Flotylli Kamczackiej realizacja zadań na bezpośrednim zapleczu floty.
W dyspozycji lotnictwa morskiego Floty pozostawały pułki lotnicze. Komponent wojsk brzegowych Floty stanowiły: 55 Mozyrska Dywizja Piechoty Morskiej, 40 Dywizja Obrony Wybrzeża, 520 Brygada Artylerii Brzegowej, 72 pułk brzegowej artylerii rakietowej i 482 pułk artylerii. Osłonę z powietrza zapewniały1532 i 923 pułk rakiet OP. Ponadto w składzie wojsk brzegowych były 216 i 217 pułk walki radioelektronicznej, pododdziały przeciwdywersyjne płetwonurków, a w komponencie wojsk specjalnych floty utrzymywano 52 morski pułk rozpoznania specjalnego.
Do 2008 potencjał sił bazowania morskiego wynosił około 44 okrętów. W składzie lotnictwa morskiego floty utrzymywano 568 Mieszany pułk lotniczy stacjonujący w Mongokto, 289 pułk lotnictwa ZOP w Nikołajewce, 865 pułk lotnictwa myśliwskiego w Jelizowie, 317 mieszany pułk lotniczy w Jelizowie oraz 71 eskadrę lotnictwa transportowego w Kniewiczi. W ramach wojsk brzegowych w 1994 włączono 25 Korpus Armijny z Kamczatki. W 1998 rozformowano 25 KA , a w składzie FOS utrzymano 12848 Bazę SU (dawna 99 BZmot) oraz 22 BZmot, którą do 1 czerwca 2002 przeformowano w 40 Brygadę Zmotoryzowaną, a 157 pułk  artylerii w 467 Brygadę Artylerii. W 2007 roku 40 BZmot przeformowano w 40 Brygadę Piechoty Morskiej.
W 2010 w skład Floty Oceanu Spokojnego wchodziły następujące siły podwodne: atomowe okręty podwodne (4 w służbie i 7 w rezerwie), diesel-elektryczne okręty podwodne (6 w służbie i 3 w rezerwie). Siły nawodne składały się z 1 krążownika rakietowego, 5 niszczycieli, (w tym 3 w rezerwie), 9 fregat, 16 małych patrolowych korwet rakietowych, 9 trałowców, 4 okrętów desantowych i ponad 15 jednostek wsparcia.

## Dowództwo Floty Oceanu Spokojnego ZSRR i Rosji
Szefowie - od stycznia 1926 dowódcy - Morskich Sił Dalekiego Wschodu
- Iwan Kożanow (listopad 1922 — lipiec 1924)
- Wasilij Selitrennikow (ros. Селитренников, Василий Васильевич) (lipiec 1924 — wrzesień 1926)[8]
- Michaił Wiktorow (kwiecień 1932 — styczeń 1935)

Dowódcy Floty Oceanu Spokojnego Sił Zbrojnych ZSRR i Rosji:
- Michaił Wiktorow (styczeń 1935 — czerwiec 1937), flagman floty I rangi (od 11.1935)
- Grigorij Kirjejew (ros. Киреев, Григорий Петрович) (czerwiec 1937 — styczeń 1938), flagman floty II rangi
- Nikołaj Kuzniecow (styczeń 1938 — marzec 1939), flagman II rangi
- Iwan Jumaszew (marzec 1939 — styczeń 1947), flagman floty II rangi, od czerwca 1940 wiceadmirał, od maja 1943 admirał

W 1947 Flotę Oceanu Spokojnego podzielono na 5 Flotę Marynarki Wojennej i 7 Flotę Marynarki Wojennej.
5 Flota Marynarki Wojennej
- Frołow (luty 1947 — luty 1950), wiceadmirał
- Nikołaj Kuzniecow (luty 1950 — lipiec 1951), kontradmirał, od stycznia 1951 wiceadmirał
- Jurij Pantielejew (sierpień 1951 — kwiecień 1953), wiceadmirał

7 Flota Marynarki Wojennej
- Iwan Bajkow (styczeń 1947 — październik 1951), wiceadmirał
- Gieorgij Chołostiakow (październik 1951 — kwiecień 1953), wiceadmirał

W 1953 5 i 7 Flotę ponownie połączono we Flotę Oceanu Spokojnego.
- Jurij Pantielejew (sierpień 1953 — styczeń 1956), admirał
- Walentin Czekurow (ros. Чекуров, Валентин Андреевич) (styczeń 1956 — luty 1958), wiceadmirał
- Witalij Fokin (luty 1958 — czerwiec 1962), admirał
- Nikołaj Amielko (czerwiec 1962 — marzec 1969), wiceadmirał, od kwietnia 1964 admirał
- Nikołaj Smirnow (marzec 1969 — wrzesień 1974), wiceadmirał, od kwietnia 1970 admirał, od listopada 1973 admirał floty
- Władimir Masłow (wrzesień 1974 — sierpień 1979), wiceadmirał, od kwietnia 1975 admirał
- Emil Spirydionow (ros. Спиридонов, Эмиль Николаевич) (sierpień 1979 — luty 1981), wiceadmirał, od października 1979 admirał
- Władimir Sidorow (luty 1981 — grudzień 1986), admirał
- Giennadij Chwatow (grudzień 1986 — kwiecień 1993), wiceadmirał, od października 1987 admirał
- Gieorgij Gurinow (ros. Гуринов, Георгий Николаевич) (kwiecień 1993 — maj 1994), wiceadmirał, od kwietnia 1993 admirał
- Igor Chmielnow (ros. Хмельнов, Игорь Николаевич) (maj 1994 — luty 1996, cz.p.o. do sierpnia 1995), wiceadmirał, od sierpnia  1994 admirał
- Władimir Kurojedow (luty 1996 — lipiec 1997), wiceadmirał, od kwietnia 1996 admirał
- Michaił Zacharienko (ros. Захаренко, Михаил Георгиевич) (lipiec 1997 — lipiec 2001), wiceadmirał, od 1998 admirał
- Giennadij Suczkow (ros. Сучков, Геннадий Александрович) (lipiec — grudzień 2001), wiceadmirał
- Wiktor Fiodorow (grudzień 2001 — grudzień 2007), wiceadmirał, od 2002 admirał
- Konstantin Sidienko (grudzień 2007 — 29 października 2010), wiceadmirał, od 2010 admirał
- Siergiej Awakjanc (ros. Авакянц, Сергей Иосифович) (3 maja 2012 — 20 kwietnia 2023; 29 października 2010 — 3 maja 2012 jako cz.p.o.), kontradmirał, od 2012 wiceadmirał, od 2014 admirał
- Wiktor Linna (ros. Лиина, Виктор Николаевич) (od 21 kwietnia 2023), admirał[10].

Szefowie sztabu Floty Oceanu Spokojnego Marynarki Wojennej Rosji
- Michaił Zacharienko (ros. Захаренко, Михаил Георгиевич) (listopad 1996 — lipiec 1997), wiceadmirał
- Wiktor Fiodorow (wrzesień 1997 — grudzień 2001), wiceadmirał
- Konstantin Sidienko (kwiecień 2002 — maj 2006), wiceadmirał
- Wiktor Mardusinч (maj 2006 — grudzień 2007), wiceadmirał
- Siergiej Awakjanc (ros. Авакянц, Сергей Иосифович) (sierpień 2010 — maj 2012), kontradmirał
- Władimir Kasatonow (wrzesień 2012 — wrzesień 2016), wiceadmirał
- Igor Osipow (ros. Осипов, Игорь Владимирович) (wrzesień 2016 — sierpień 2018), wiceadmirał
- Siergiej Rekisz (ros. Рекиш, Сергей Григорьевич) (od sierpnia 2018), wiceadmirał

Zastępcy dowódcy
- Anatolij Tichomirow (ros. Тихомиров, Анатолий Васильеви), zastępca dowódcy Floty Oceanu Spokojnego do spraw lotnictwa (1998 — 2001), generał porucznik lotnictwa od 1999